# Fahrt auf dem Land
Das altägyptische Fest Fahrt auf dem Land (Chenet-net-ta) ist seit der prädynastischen Zeit in Verbindung mit dem Horusgeleit belegt und zählt damit zu den ältesten Festen im altägyptischen Festkalender. 

## Hintergrund

### Das Fest „Fahrt auf dem Land“
Ursprünglich zog der König alle zwei Jahre durch das Land, um Recht zu sprechen und Geschenke für herausragende Leistungen der Bevölkerung zu verteilen. Einher gingen diese Aktivitäten mit dem Fest „Fahrt auf dem Land“. Dorfvorsteher und Kleinfürsten waren in der Frühzeit für die Versorgung des Königs zuständig. Die Standarten zogen dazu in Begleitung von Heeresabteilungen mit dem König durch das Land. In diesem Zusammenhang galt auch die Heerestruppe als Horusgeleit. Das zugehörige Königsmotiv der „Bestrafung der Bösen und Belohnung der Anhänger“ hielt sich in verschiedenen Abwandlungen bis in die Spätzeit. 
In Grabmalereien war in Verbindung der Zeremonien durchgängig dazu ein Schiff abgebildet. Diese Darstellungsform ist in archäologischen Funden während der Negade-II-Epoche für ganz Ägypten vorzufinden. Zunächst diente das Schiff hauptsächlich als „Behältnis der Geschenke und Gaben“. Zu diesem Zweck repräsentierte das Königsschiff „Horus, der Königsfalke“ als Gottessymbol den König selbst. Die Geschenkgefäße beinhalteten wahrscheinlich Salben und Salböle, die die Treuen des Landes als göttliche Geschenke erhielten. Auch in späterer Zeit besaßen Salben und Öle weiterhin eine große Bedeutung als heilige Gaben. Opferschenkungen der Bevölkerung konnten im Gegenzug in dem sich leerenden Schiff verstaut wurden.  
Der König fuhr mit dem Schiff, auf dem das Horusgeleit in Form von Götterstatuen in kleinen Schreinen stand, mehrere Haltepunkte am Nilufer an. Während das Volk am Ufer des Nils feierte, waltete der König als göttlicher Richter seines Amtes. Als Zeichen der Gerichtsbarkeit war ein Richtpfahl im Vorderschiff mit dem aufgepflanzten Hinrichtungsgerät „Schemsi“ angebracht, welches der König nach Einführung des Re-Kultes durch den „Pfahl des Weltherrschers Re“ ersetzte. Beispielsweise besaß das vierzig Meter lange Königsschiff des Cheops eine Goldummantelung und diente als „großes Haus der Rechtsprechung“.

### Al-Lahun-Papyri
Da das Fest für unterschiedliche Tage im ägyptischen Kalender des Monats Peret III vermerkt ist, richten sich die Festansetzungen nach dem Mondkalender. Im Papyrus Berlin 10003B VS wird für das neunte Regierungsjahr des Sesostris III. ein Festtag für den 17. Peret III erwähnt. Die Lesung und Zuordnung gestaltet sich problematisch. Rolf Krauss hält es für möglich, dass es sich dabei um den Festtag der „Fahrt durch das Land“ handeln könne, das jeweils auf den achten Tag des Mondkalenders fällt.